# Раденко Кутлешић
Раденко Кутлешић (Драглица, 1884—1933) био је земљорадник, резервни пешадијски капетан  класе, учесник Балканских ратова и Првог светског рата и носилац Карађорђеве звезде са мачевима.
Рођен је 18. фебруара 1884. године на Златибору у селу Драглици, на територији тадашње општине Чајетина, ово златиборско село је 1958. године издвојено из матичне општине Чајетина и припојено је општини Нова Варош. 
Кутлешић је сновну школу је завршио у суседном селу Доброселици и до одласка одслужења војног рока радио је на породичном имању. Војни рок је одслужио у 3. чети 2. батаљона IV пешадијског пука са којом је учествовао у свим ратовима од 1912. до 1918. године.
После рата вратио се у родно село као резервни пешадијски капетан  класе, и живео са породицом до 1933. године, када је умро.

## Одликовања и споменице
- Сребрни Орден Карађорђеве звезде са мачевима
- Сребрна Медаља за храброст Милош Обилић
- Златна Медаља за храброст Милош Обилић
- Споменица за рат са Турском 1912.
- Споменица за рат са Бугарском 1913.
- Албанска споменица